# Zao Shen

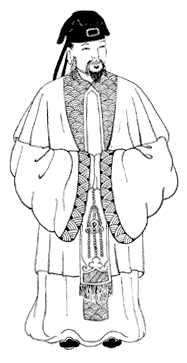
Zao Shen dios chino del hogar y la familia.

Zao Shen, Zao Jun, Zao Shen, Zhang Lang, o el Dios de la cocina es el más importante de los numerosos dioses domésticos que protegen el hogar y la familia, en la religión tradicional china, la mitología china y el Taoísmo. El Dios de la cocina también es reverenciado en la cultura vietnamita.
Existe una creencia que sostiene que el día 23 del duodécimo mes lunar, justo antes del año nuevo chino, Zao Shen regresa al Cielo para informar al Emperador de Jade (Yu Huang) sobre las actividades de cada familia durante el año que concluye. Basándose en el informe anual de Zao Jun, el Emperador de Jade, el emperador de los cielos, premia o castiga a la familia.

## La historia de Zao Jun

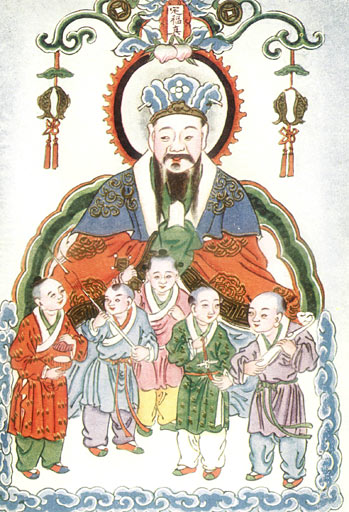
Zao Jun representado en la obra Mitos y Leyendas de la China, de E. T. C. Werner (1922).

Si bien existen numerosas historias sobre como Zao Jun se convierte en el Dios de la cocina, la historia más popular se remonta al siglo II a. C.. Originalmente Zao Jun era un hombre mortal que vivía en la Tierra cuyo nombre era Zhang Lang. Inicialmente se casó con una mujer virtuosa, pero luego se enamora de una mujer más joven. Dejó a su esposa para ir a vivir con la mujer joven y como castigo por este acto adúltero, los Cielos lo castigaron. Quedó ciego y su joven amante lo abandonó, con lo cual no le quedó otra opción que mendigar para procurarse el sustento.
Una vez mientras mendigaba, llegó hasta la casa de su antigua esposa. Al ser ciego no la reconoció. A pesar del maltrato al que él la había sometido, ella se apiadó de él y lo invitó a entrar a su hogar. Ella le preparó una comida deliciosa y lo cuidó con amor; él le contó su historia a ella. Al relatar su historia, Zhang Lang expresó una profunda pena y dolor por su error y comenzó a llorar. Al escuchar sus disculpas, la que fuera la esposa de Zhang le dijo que abriera los ojos y Zhang recuperó su vista. Al reconocer a la esposa que había abandonado, Zhang sintió tanta vergüenza que se lanzó en el fogón de la cocina. La que había sido su esposa intentó salvarlo, pero todo lo que pudo recuperar fue una de las piernas de Zhang.

La devota mujer entonces construyó un altar sobre el fogón, en memoria del que fuera su esposo, con lo que comenzó la tradición de asociar a Zao Jun con la cocina que existe en los hogares chinos. En la actualidad en China el hierro que se utiliza para atizar el fuego es denominado la "pierna de Zhang Lang".

Una historia alternativa es que Zao Jun era un hombre tan pobre que se ve obligado a vender a su esposa para sobrevivir. Al cabo de algunos años Zao comienza a trabajar como sirviente en el hogar del nuevo esposo de la que fuera su esposa. Su antigua esposa se apiada de Zao y le prepara unos panes en los que ella esconde dinero, pero Zao no se da cuenta y vende los panes. Al darse cuenta del error que ha cometido Zao se quita la vida. En ambas historias los Cielos se conmueven por la trágica historia de Zhang Lang. En vez de convertirse en un cuerpo vuelto a la vida vampiresco que es el destino de los que se suicidan, se lo convierte en el Dios de la Cocina, y se reúne con su esposa.

Se cree que al poco tiempo de haberse inventado la cocina de ladrillos, se gesta otra posible historia sobre el Dios de la Cocina. La historia afirma que el Dios de la Cocina vivía en la cocina y posteriormente adoptó una forma humana. Durante la dinastía Han, existe la creencia que a un campesino pobre llamado Yin Zifang, lo sorprende la aparición del Dios de la Cocina durante el Año Nuevo Lunar mientras cocinaba su desayuno. Yin Zifang decide sacrificar a su única oveja amarilla. Al hacer este sacrificio, en forma instantánea Yin se convierte en un hombre de gran riqueza, y por lo tanto decide que cada invierno sacrificará una oveja amarilla para expresar su gratitud.